# Xuxa
Maria da Graça Xuxa Meneghel (Santa Rosa, Río Grande del Sur, 27 de marzo de 1963) conocida artísticamente como Xuxa, es una cantante, presentadora de televisión, actriz y modelo brasileña.
Ha tenido programas televisivos infantiles en idioma portugués, español e inglés. Fue destacado fenómeno televisivo de la década de 1980 y de parte de la de 1990, en Brasil y los países de habla hispana. Adquirió fama y fortuna con su programa infantil Xou da Xuxa (1986-1992), de TV Globo. Tuvo también su propia versión de El show de Xuxa en Argentina. Además, ha producido o trabajado en más de veinte largometrajes infantiles y ha grabado una veintena de álbumes musicales de los que se han vendido cerca de sesenta millones de copias, lo que la sitúa como la intérprete brasileña con mayor éxito internacional.
Hasta enero de 2014, Xuxa presentaba los sábados en el canal de televisión Globo un espectáculo musical llamado TV Xuxa, más dirigido al público adolescente y adulto. Hasta ese entonces, completó veintinueve años en TV Globo y con uno de los sueldos más altos del canal, alrededor de tres millones de reales brasileños. Luego de una lejanía de un año de las pantallas, regresa, esta vez, a través de Rede Record, en un nuevo formato de programa. Se estima que ha acumulado en su carrera de más de treinta años un patrimonio de más de quinientos millones de dólares.

## Biografía

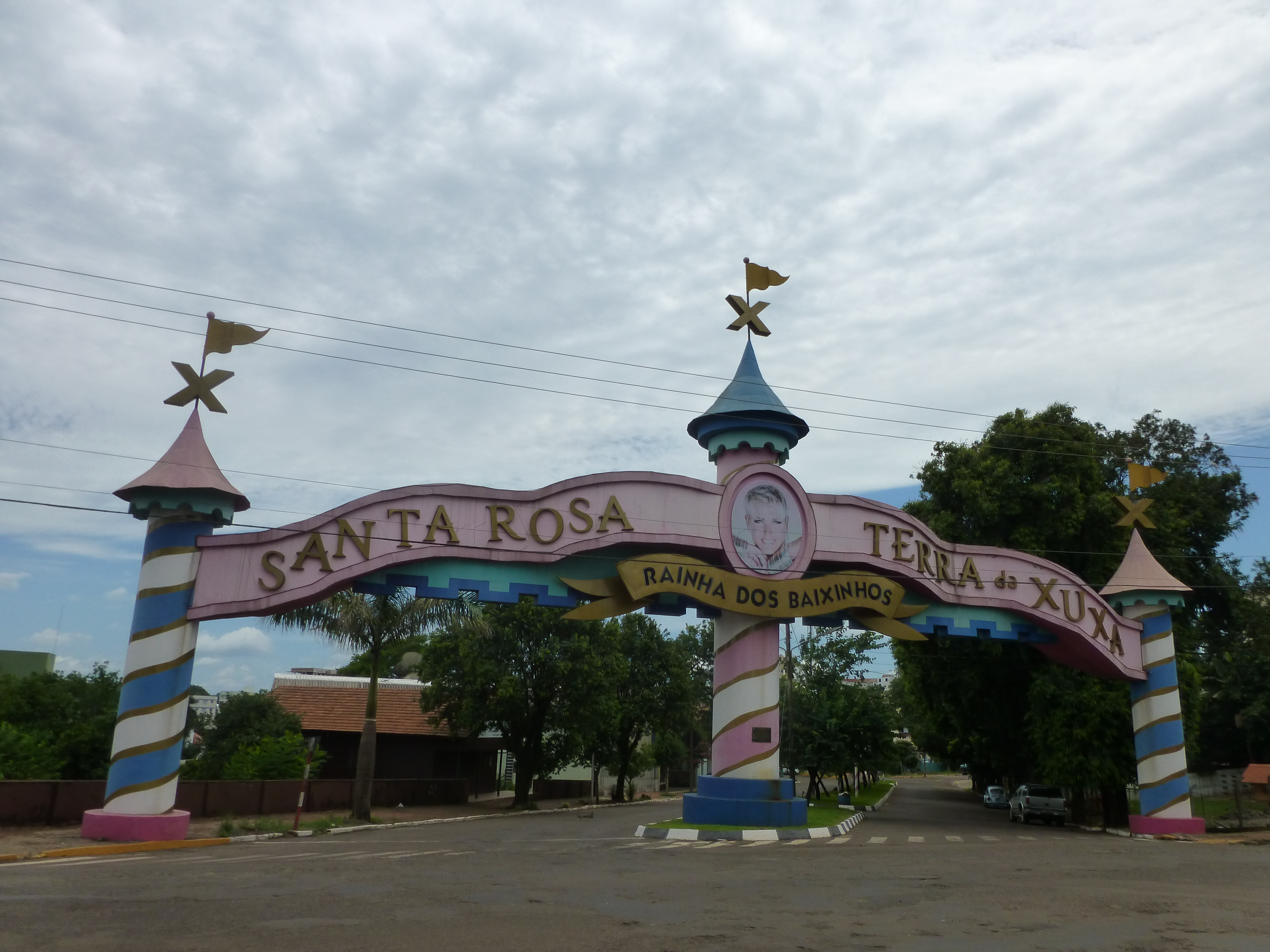
«Pórtico Terra da Xuxa» en Santa Rosa, Rio Grande do Sul.

Maria da Graça Meneghel nació en Santa Rosa, interior del estado de Rio Grande do Sul (Brasil), el 27 de marzo de 1963. Su padre, Luís Floriano Meneghel, al saber que el bebé y la madre corrían riesgo de muerte durante el parto, prometió darle un nombre en homenaje a la Virgen de Gracia si todo terminara bien. Sin embargo, la pequeña Maria da Graça vendría a ser conocida por el apodo de «Xuxa» atribuido por el hermano Vladimir. En 1988 la presentadora incorporó oficialmente mediante sentencia judicial el apodo y su nombre completo pasó a ser Maria da Graça Xuxa Meneghel.
Xuxa es descendiente de italianos de la localidad de Imer, provincia autónoma de Trento. Su bisabuelo emigró a Brasil a finales del siglo XIX. En 2013 ella tuvo su nacionalidad italiana reconocida.
Su madre, Alda Flores da Rocha Meneghel, era portadora del mal de Parkinson y diabetes mellitus.
Xuxa pasó la primera infancia en su ciudad natal y a los siete años toda su familia se mudó a la ciudad de Río de Janeiro, donde vivió en el barrio de Bento Ribeiro, suburbio de la capital fluminense.

## Carrera profesional

### Inicios
A los 16 años, Xuxa posó para la portada de la revista Carinho, sólo en el año 1980 ella fue portada de más de 80 revistas, habiendo posado más tarde para diversas otras, incluso masculinas, entre ellas un ensayo desnudo para la Playboy, portada de la edición de diciembre de 1982, y que sería reeditada en Argentina en 1991. En esa época, ella mantenía una relación con el exjugador de fútbol Pelé, lo que le proporcionó visibilidad en los medios.
Su salto a la fama llegó en noviembre de 1982 con su participación en la película Amor, extraño amor dirigida por Walter Hugo Khouri, conteniendo escenas de sexo con un niño de 12 años. Debido a la evolución de carrera para el público infantil, Xuxa posteriormente consiguió en la justicia que la película fuera retirada del mercado. En 2011 la presentadora ganó una acción contra Google para evitar que su nombre fuera relacionado con la pedofilia. En 1984, Xuxa fue contratada como modelo en Estados Unidos por Ford Models.

### 1983-1986:Clube da Criança
A los 23 años, Xuxa fue invitada por el director Maurício Sherman para presentar el Clube da Criança, en la extinta Rede Manchete. En este período, ella trabajaba como modelo durante la semana, en Nueva York, y grababa el programa los fines de semana. Sin embargo, la agencia la hizo elegir entre la carrera de fotos y pasarelas como modelo o TV. Xuxa eligió el programa infantil. El programa tenía bromas, dibujos animados y atracciones musicales, e iba al aire en las tardes de lunes a sábado.

### 1986-1992:Xou da Xuxay carrera internacional
Una de las atracciones infantiles de mayor éxito de la TV Globo, el Xou da Xuxa era un programa de auditorio presentado por Xuxa, que mezclaba bromas, atracciones musicales, números circenses, exhibición de dibujos animados y cuadros especiales, y contaba con la participación de cerca de 200 niños en cada grabación. La atracción se exhibía de lunes a sábado por las mañanas de la emisora. El programa tenía dirección de Paulo Netto, redacción y creación de Wilson Rocha, producción ejecutiva de Marlene Mattos y dirección de producción de Marcelo Paranhos. Un año después del estreno, la dirección general pasó a ser de Marlene Mattos, que estuvo al frente del programa hasta el final, y la producción quedó bajo la responsabilidad de Nilton Gouveia.
Al mismo tiempo, se lanzaron diversos productos con la marca de la presentadora, como muñecas, ropa y accesorios. También se lanzó un LP que vendió más de 2,7 millones de copias. En los años siguientes, Xuxa lanzó otros discos, casi siempre basados en sus programas. El Xou da Xuxa terminó el 31 de diciembre de 1992, con la presentación del programa de número 2000.
En 1987, el diario francés Libération incluye a Xuxa en la lista de las 10 mujeres de mayor destaque del planeta, junto a la primera ministra inglesa Margaret Thatcher. En el mismo período, Xuxa mantenía una relación sentimental con Ayrton Senna, muerto en 1994.
En paralelo al Xou da Xuxa, la presentadora comandó el Bobeou, Dançou entre el 9 de julio y el 31 de diciembre de 1989, en las tardes de domingo de la TV Globo. Inicialmente creado como un cuadro del Xou da Xuxa, hizo tanto éxito que la emisora decidió lanzarlo como un programa independiente, dirigido al público adolescente. El Bobeou, Dançou era un programa de gincanas basadas en charadas con dos equipos formados por adolescentes entre 14 y 17 años disputados el primer lugar de la competición.
En 1990, Xuxa protagonizó la película Lua de Cristal, su mayor éxito en el cine, que vendió 5.100 millones de boletos y está en el puesto número 21 en el ranking de las películas brasileñas más vistos desde 1970 a 2011 según Ancine (Agencia Nacional del Cine). Xuxa también acumula la mayor taquilla del cine brasileño, más de 37 millones de personas asistieron a todas sus películas. El New York Times, destacó su éxito en Brasil y América Latina, en un artículo realizado por el corresponsal en Río de Janeiro James Brooke. La publicación destacó las ventas de discos de la presentadora que en 1990 ya llegaban a 12 millones de copias, además de su éxito en el mercado latino, cuando alcanzó las primeras 300 mil copias vendidas con su primer álbum en español. Xuxa fue considerada por la New York Magazine la Madonna latinoamericana.
En 1991, Xuxa apareció en la 37.ª colocación de Forbes entre las 40 más ricas celebridades de aquel año, con una facturación de 19 millones de dólares. Ella fue la primera brasileña en integrar la lista.
En 1992, Xuxa comandó el Paradão da Xuxa, un programa que se quedó en el aire entre el 25 de abril y el 26 de diciembre de 1992 en las mañanas del sábado de TV Globo, sustituyendo al Xou da Xuxa ese día. En ese año Xuxa hizo su debut en la TV argentina con El Show de Xuxa, producido por Telefé, la mayor emisora del país. El programa fue exhibido en 17 países latinos e incluso el mercado hispano en Estados Unidos.
En 1992, Xuxa lanzó el programa Xuxa Park en España, por el canal Telecinco. En este período, vivía 15 días en Brasil, quince días en Argentina y grababa una vez al mes en España para dar cuenta de cinco programas simultáneos. En el mismo año la revista People eligió a Xuxa una de las 50 personas más bellas del mundo.

### 1993-2002: Éxito de los fines de semana y consagración internacional
Después de la terminación del Xou da Xuxa, la presentadora comandó el Xuxa, un programa homónimo, entre el 2 de mayo y el 24 de octubre de 1993 en las tardes de domingo de la TV Globo. El programa fue dirigido por Marlene Mattos tenía la propuesta de agradar a toda la familia con bromas y gincanas reuniendo padres e hijos, presentación de números musicales y exhibición de un cuadro de entrevistas. El programa lanzó la promoción «Una idea para curar el mundo»: niños de 5 a 10 años podían participar enviando frases y dibujos para la producción. El ganador recibió como premio una semana en Los Ángeles, con acompañante, y una visita al rancho del cantante Michael Jackson. El programa fue cancelado, después de cinco meses en el aire, por Xuxa necesitar disminuir la cantidad de citas por cuenta de un problema en la columna.
En 1993, con un contrato firmado con la productora estadounidense MTM Enterprises, Xuxa fue a Estados Unidos. La versión americana de su programa - Xuxa -, hablada en inglés, fue lanzada en aquel país en septiembre del mismo año. Con media hora de duración, el programa contenía bromas, números musicales y cuadros educativos. Xuxa era transmitido diariamente por un pool formado por cerca de 100 emisoras de televisión, que cubrían el 85% del territorio estadounidense. En esa misma época, la cadena Univision dejó de exhibir El Show de Xuxa. El programa estaba totalmente basado en el Xou da Xuxa, pero con aspectos más estadounidenses, ganando algunas diferencias del programa original, pues las Paquitas recibieron el nombre de Pixies y Xuxa tenía la ayuda de personajes como un oso panda llamado Jelly, interpretado por E.E. Bell y Jam, el jaguar, interpretado por Mark Caso. Para algunos observadores, la entrada de Xuxa en el mercado estadounidense dominante recordó la de otra celebridad brasileña multitalentosa, comentó sobre el movimiento, el editor de la revista Brazil en Los Ángeles escribió que «desde Carmen Miranda, Brasil no tuvo un artista exportable». Durante un año, el programa fue al aire sin reprises, ya que Xuxa había grabado una buena parte de los episodios. Pero el programa no alcanzó el éxito que se esperaba. A partir de septiembre de 1994, el programa pasó a ser repelido, quedando en el aire hasta 1996, cuando el contrato con MTM no fue renovado. En 1994, Xuxa grabó algunos episodios inéditos para ser insertados en los programas reprisados.
Después de estar totalmente recuperada, Xuxa volvió a la programación de TV Globo con el programa infantil Xuxa Park, una versión brasileña de un proyecto del mismo nombre que ella protagonizó en España. El programa fue dirigido por Marlene Mattos y tenía cuatro horas de duración. En sus primeros años, el programa era grabado en el Teatro Fénix. El escenario inicial alberga un moderno parque de diversiones, lleno de luces, túneles y juguetes que giraban en todas las direcciones. Una gran esfera se abría para que Xuxa hiciera su entrada en el escenario. Al fondo, había un palacio de cristal. En 1995, los escenarios se modificaron. El palacio de cristal, sin embargo, continuó siendo la principal referencia.
En septiembre de 1999, los escenarios del Xuxa Park fueron reformulados, empezando por el tamaño. El programa pasó a ser grabado en la productora Projac y todo el espacio del estudio fue utilizado, dejando solo pequeños accesos laterales. El espacio fue cubierto con paneles coloridos que recordaban otros planetas donde se extendían juguetes. El escenario tenía un estilo futurista y su concepción se basó en la proximidad del nuevo milenio. En la última fase del programa, Xuxa volvió a usar su emblemática nave espacial, oriunda del Xing de la Xuxa, que surgía de dentro de una bóveda de luces, saliendo del suelo, como si hubiera llegado al planeta Tierra. Junto con el nuevo programa, Xuxa lanzó el álbum Sexto Sentido. El álbum vendió más de 1.500.000 copias. Para divulgarlo, la cantante se embarcó en una nueva gira, que llevaba el nombre del disco. Los conciertos comenzaron en agosto de 1994 y fueron un gran éxito. La gira Sexto Sentido duró dos años y, además, englobó las canciones del álbum Luz en Mi Camino, que fue lanzado en 1995. El 11 de enero de 2001, un incendio causado por un cortocircuito interrumpió la grabación del programa hiriendo a 4 personas (2 niños, 1 payaso y 1 guardia de seguridad). El fuego destruyó los escenarios, generando pánico entre las 300 personas que estaban en el estudio - entre ellas, 200 niños.
En paralelo al Xuxa Park, protagonizó Xuxa Hits, un programa dirigido al público adolescente. El escenario estaba bien elaborado, en el centro del escenario había una pasarela con dos escaleras, y por encima de la pasarela tenía una entrada completamente redonda revestida de papel, donde Xuxa entraba rescando el papel con el logotipo del «Xuxa Hits». En el programa, las Paquitas usaban ropa de colegios: eran la New Generation. El grupo You Can Dance también formaba parte del elenco a la hora de la danza. El programa fue cancelado en 1996, en virtud del Planeta Xuxa, que debutaría al año siguiente, y tendría un formato similar.
Entre 1996 y 1999, Xuxa lanzó los álbumes Tô de Bem com a Vida, Boas Notícias, Só Faltava Você y Xuxa 2000 respectivamente. Sin embargo, solo los dos primeros materiales ganaron una gira de divulgación.
Inspirado en el Xuxa Hits, se creó el Planeta Xuxa que debutó el 5 de abril de 1997. Inicialmente, el «Planeta» era exhibido en las tardes de sábado de la TV Globo, haciendo que Xuxa presentase dos programas simultáneamente el mismo día, ya que el Xuxa Park ocupaba toda mañana de la emisora. El programa se centró en las presentaciones de músicos y bandas de éxito. El 19 de abril de 1998, el programa cambió de día y horario, pasando a ser exhibido los domingos, a las 12h, en razón de la Copa Mundial de Fútbol de 1998, permaneciendo este día hasta su extinción. Con la salida del Xuxa Park del aire en 2001, Marlene Mattos quería que la presentadora hiciera, en definitiva, la transición al público adulto, permaneciendo sólo con el «Planeta», pero Xuxa se resistió. Ella quería volver a tener un programa para niños, mientras su directora y empresaria prefería al público adolescente / adulto. En junio de 2002, las dos terminan la alianza, que existió por dieciocho años. En el momento en que se vio obligada a restringirse al público infantil, Xuxa decidió dejar de hacer el «Planeta», que fue exhibido por última vez el 28 de julio.

### 2002-2014:Xuxa no Mundo da Imaginação,TV XuxayConexão Xuxa
Como madre, Xuxa percibió una carencia de videos para niños pequeños. En 2001, ella ideó el audiovisual «Xuxa Solamente para Bajitos» y el kit de CD y DVD. El «XSPB 2» tuvo reconocimiento mundial y conquistó el Grammy Latino 2002 en la categoría de Mejor Álbum Infantil. Con el éxito del proyecto Solamente para Bajitos que estaba destinado a niños de 0 a 10 años, la presentadora tuvo el deseo de crear un programa en ese molde, con el cuño educativo, y el 28 de octubre de 2002 estrenó el Xuxa no Mundo da Imaginação. El programa fue exhibido en las mañanas de lunes a viernes de la TV Globo, marcando la vuelta de la presentadora la gran diaria de la emisora tras el final del Xou da Xuxa. A través de recursos de computación gráfica, Xuxa aparecía sentada en un globo terrestre, con el fondo azul repleto de nubes blancas, y presentaba 14 cuadros que mezclaban entretenimiento y elementos didácticos. Después de muchas reformulaciones para revertir la baja audiencia, el programa llegó a su fin el 31 de diciembre de 2004.
Después de derrotas sucesivas de audiencia con el Xuxa no Mundo da Imaginação, TV Globo reformuló nuevamente la atracción protagonizada por Xuxa que cambió de nombre y franja de edad y el 4 de abril de 2005 estrenó el TV Xuxa. El programa tuvo dos fases distintas y la primera era exhibida en las mañanas de la emisora de lunes a viernes dedicada al público infantil en una mezcla de bromas, dramaturgia, competiciones, dibujos animados y presentación de números musicales - marca de los programas de la presentadora. El nombre del programa era una alusión a la ficticia «TV Xuxa», una emisora de televisión con diversas atracciones. Después de muchos cambios por no poder mantener la emisora en la dirección, el programa dejó de ir al aire el 31 de diciembre de 2007.
En paralelo al TV Xuxa, la presentadora comandó la conexión Xuxa entre el 2 de diciembre de 2007 y el 11 de enero de 2008. El programa contaba con cuatro equipos formados por tres personas (un atleta, una personalidad y un adolescente). Juntos, ellos encaraban diversos tipos de pruebas físicas y de conocimientos generales en varias ciudades de Brasil. El TV Xuxa retornó a la programación de la TV Globo el 10 de mayo de 2008, totalmente remodelado, dirigido a toda la familia. Con nuevos formato y horario, y diferentes atracciones, se transformó en un programa de auditorio semanal, exhibido los sábados, a las 10h. El programa dejó de exhibir dibujos animados, invirtió en bromas, y Xuxa pasó a recibir a sus invitados en un escenario proyectado para entrevistas y números musicales.
Con éxito en las mañanas, el programa TV Xuxa fue transferido para las tardes de sábado en 2011, sustituyendo la Sessão de Sábado. El programa terminó definitivamente el 25 de enero de 2014, debido a problemas de salud de la presentadora.

### 2015- 2019: RecordTV,Xuxa MeneghelyDancing Brasil
El 5 de marzo de 2015, después de 29 años de TV Globo y fuera del aire desde hace más de un año con el fin del TV Xuxa, Xuxa firmó un contrato con la Red Record. Xuxa y la TV Globo habían roto amigablemente su contrato en diciembre de 2014. La llegada de Xuxa en la sede de la emisora fue transmitida en vivo por el Programa da Tarde, la RecordTV organizó uno de los mayores eventos de su historia con diversos vínculos con los fanes en la calle en la ciudad de São Paulo, el movimiento de los funcionarios y la firma de contrato con la presencia de la alta cúpula de la emisora y de periodistas de diversos medios de comunicación, en una rueda de prensa montada especialmente para la rubia en el Teatro Record. Esta fue considerada una de las mayores contrataciones de la historia de la emisora, según sitios especializados en televisión.
Xuxa dejó de conducir el programa Dancing Brasil en 2017 y el programa The Four en 2019.

### 2019 -presente: Apariciones en programas, disco nuevo, etc
Cuando Xuxa cumplió sus 60 años en el 2023, lo festejó en un crucero que se llamó «Navio da Xuxa», al cual fueron invitados artistas para que también hagan sus shows; además, su familia estuvo presente y los fans que compraron las entradas con anticipación.
El concierto que hizo Xuxa fue trasmitido en el canal del cable brasileño Multishow. En el año de 2024 dándose cuenta del éxito de la primera edición del crucero, realizó una segunda edición del navío llamada Carnaxuxa, la cual era temática y decorada con elementos del Carnaval.
En febrero del 2024, Xuxa anunció que volverá con su gira Xuxa Xou, la cual ahora se pasó a llamar el Último Vuelo de la nave (O Ultimo voo da nave). Es una gira de despedida de los escenarios que arrancará por varias ciudades de Brasil y terminará en Argentina. Todavía no hay fecha de confirmación.
Xuxa en el 2025 en el canal Globo tuvo un cuadro (sketch) en el programa Fantástico llamado Deu Petch sobre la adopción de animales.
El 27 de marzo de 2025, dia de su cumpleaños, lanzó en todas plataformas digitales su nuevo álbum Xuxa Só Para Baixinhos 14 - Cores. Es la primera vez que no lanza oficialmente un album en formato físico como en las ediciones anteriores. Ya alcanzó 1 millón de reproducciones en Youtube en su canal oficial. 

## Filmografía

### Programas de televisión
| Año       | Programa                    | Emisora       |
| --------- | --------------------------- | ------------- |
| 1983-1986 | Clube da Criança            | Rede Manchete |
| 1986-1992 | Xou da Xuxa                 | TV Globo      |
| 1989      | Bobeou Dançou               | TV Globo      |
| 1992      | Paradão da Xuxa             | TV Globo      |
| 1993      | Xuxa                        | TV Globo      |
| 1994-2001 | Xuxa Park                   | TV Globo      |
| 1995      | Xuxa Hits                   | TV Globo      |
| 1997-2002 | Planeta Xuxa                | TV Globo      |
| 2002-2004 | Xuxa no Mundo da Imaginação | TV Globo      |
| 2005-2014 | TV Xuxa                     | TV Globo      |
| 2007-2008 | Conexão Xuxa                | TV Globo      |
| 2015-2016 | Xuxa Meneghel               | RecordTV      |
| 2017-2018 | Dancing Brasil              | RecordTV      |
| 2023      | Caravana das Drags          | Prime Video   |

| Año       | Programa        | Emisora                | País                                   |
| --------- | --------------- | ---------------------- | -------------------------------------- |
| 1991-1993 | El Show de Xuxa | Telefe / Canal 13      | Argentina para toda América Latina     |
| 1992-1993 | Xuxa Park       | Telecinco              | España                                 |
| 1993      | Xuxa            | CBS / MTM Enterprises  | Estados Unidos para todo el mundo      |
| 2011-2014 | Mundo da Xuxa   | TV Globo Internacional | Europa, África, Estados Unidos y Japón |

### Cine
Hasta hoy, Xuxa lanzó 29 películas infantiles, de las cuales 5 fueron realizadas en alianza con Los Trapalhões: El Trapalhão en el Arca de Noé (1983), Los Trapalhões y el Mágico de Oroz (1984), Los Trapalhões en el Reino de la Fantasía (1985), La Princesa Xuxa y los Trapalhões (1989) y Xuxa y los Trapalhões en El Misterio de Robin Hood (1990).
En 2009, Xuxa estrenó la película Xuxa en El Misterio de Feiurinha, una adaptación del libro El fantástico misterio de Feiurinha, de Pedro Bandeira, que ya vendió más de 2 millones de ejemplares. El reparto incluye, entre otros, Sasha, Luciano Szafir y Luciano Huck, Angélica y Hebe Camargo. El largometraje fue visto por más de 1 300 00 personas en Brasil, además de estrenar en Angola y en los EE. UU.
| Año  | Película                                    | Personajes                                           |
| ---- | ------------------------------------------- | ---------------------------------------------------- |
| 1982 | Amor Estranho Amor                          | Tamara                                               |
| 1983 | Fuscão Preto                                | Diana                                                |
| 1983 | O Trapalhão na Arca de Noé                  | Xuxa Meneghel                                        |
| 1984 | Os Trapalhões e o Mágico de Oróz            | Aninha                                               |
| 1985 | Os Trapalhões no Reino da Fantasia          | Irmã Maria                                           |
| 1988 | Super Xuxa Contra Baixo Astral              | Ella misma                                           |
| 1989 | A Princesa Xuxa e os Trapalhões             | Princesa Sharon                                      |
| 1990 | Lua de Cristal                              | Maria da Graça                                       |
| 1990 | O Mistério de Robin Hood                    | Tatiana                                              |
| 1991 | Gaúcho Negro                                | Ella misma                                           |
| 1999 | Xuxa Requebra                               | Nena (Helena)                                        |
| 2000 | Xuxa Popstar                                | Nick                                                 |
| 2001 | Xuxa e os Duendes                           | Kira                                                 |
| 2002 | Xuxa e os Duendes 2                         | Kira                                                 |
| 2003 | Xuxa Abracadabra                            | Sofia                                                |
| 2004 | Xuxa e o Tesouro da Cidade Perdida          | Bárbara / Deusa Blomma                               |
| 2005 | Xuxinha e Guto contra os Monstros do Espaço | Xuxinha                                              |
| 2006 | Xuxa Gêmeas                                 | Elizabeth Dourado / Mel Monthiel (Margareth Dourado) |
| 2007 | Sonho de Menina                             | Kika                                                 |
| 2009 | O Mistério de Feiurinha                     | Cinderela                                            |
| 2023 | Uma Fada Veio me Visitar                    | Tatu                                                 |

## Giras
- Xou da Xuxa 86 (1986–87)
- Xou da Xuxa 87 (1987)
- Xou da Xuxa 88 (1988)
- Xou da Xuxa 89 (1989)
- Xou da Xuxa 90 (1990)
- Xuxa 92 (Curar El Mundo) (1992–93)
- Sexto Sentido (1994–96)
- Tô de Bem Com a Vida (1996–97)
- CarnaXuxa (1997–98)
- Arraiá da Xuxa (1997)
- Boas Notícias (1998)
- Só para Baixinhos: O Show (2002–03)
- Xuxa Circo (2004–05)
- Xuxa Festa (2008–09)
- Natal Mágico Tour (2009–14)
- XuChá: O Chá da Xuxa (2016–17)
- Xuxa Xou (2019)
- O Último Voo Da Nave (?)(por confirmarse)

## Acciones sociales

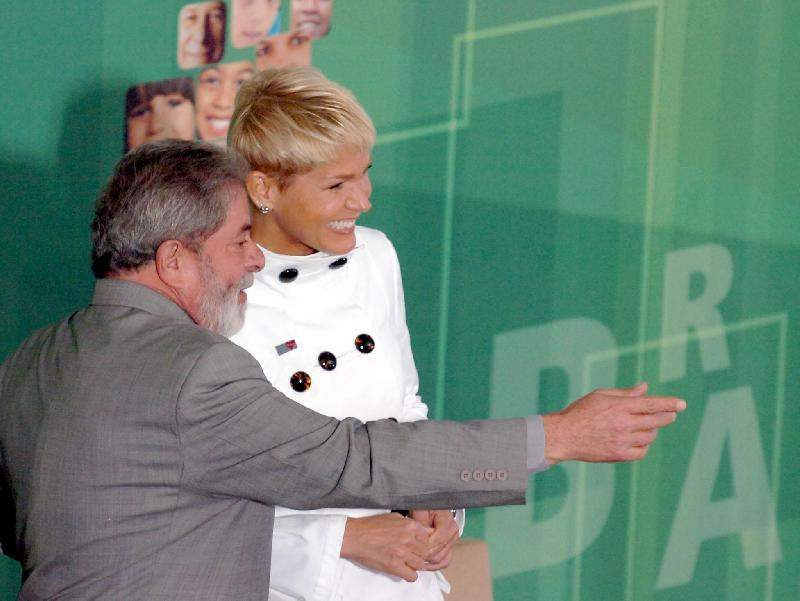
Xuxa junto al presidente Luiz Inácio Lula da Silva.

En 1987, Xuxa se dedicó a la campaña Bajitos contra la poliomielitis. Más de 90% de la población infantil brasileña fue vacunada. En dos años de campaña, la enfermedad fue erradicada y Xuxa recibió una medalla de manos del presidente de la república, José Sarney.
Xuxa también participó en campañas contra el tabaco, fue madrina de la campaña contra el cáncer de mama y organizó una manifestación en el paseo marítimo de Río de Janeiro por la paz.
La creciente necesidad de cuidar a los Bajitos la llevó a inaugurar la Fundación Xuxa Meneghel el 12 de octubre de 1989.
Además de entretener, Xuxa siempre se preocupó en cuidar a los Bajitos y, en junio de 2007, se reunió con el presidente Luís Inácio Lula da Silva para lanzar en Brasilia la campaña nacional «¡No Pegue, Eduque!», contra los castigos físicos y humillantes a los niños.
La preocupación de Xuxa con la naturaleza traspasó fronteras y después de un estudio realizado por el equipo del exvicepresidente estadounidense Al Gore, fue elegida para representar a Brasil en el show internacional Live Earth, además de convertirse en portavoz de la causa en ese país. El show se realizó simultáneamente el día 7 de julio de 2007 en siete países. El espectáculo fue una alerta sobre los efectos de los cambios climáticos en la Tierra.
En marzo de 2008 la presentadora lanzó la campaña «Uso Responsable de Internet», en la Comunidad de la Providencia, en Río de Janeiro. La iniciativa – una alianza de la Fundación Xuxa Meneghel - contó con la distribución de una cartilla que muestra a niños y adultos como usar la red para el bien de todos.
Además, en 2008 Xuxa recibió en Brasilia la medalla de honor en la ECO 2008, por el trabajo socioambiental realizado por la Fundación Xuxa Meneghel y abrazó la causa «Contra la Explotación Sexual Infantil».
En noviembre del mismo año, Xuxa recibió un homenaje del príncipe Alberto II de Mónaco por su trabajo en la Fundación Xuxa Meneghel. El premio, que le fue entregado en la Noche de las Asociaciones Benéficas de Mónaco, es el más alto honor concedido a las personalidades que se destacan en el área social.

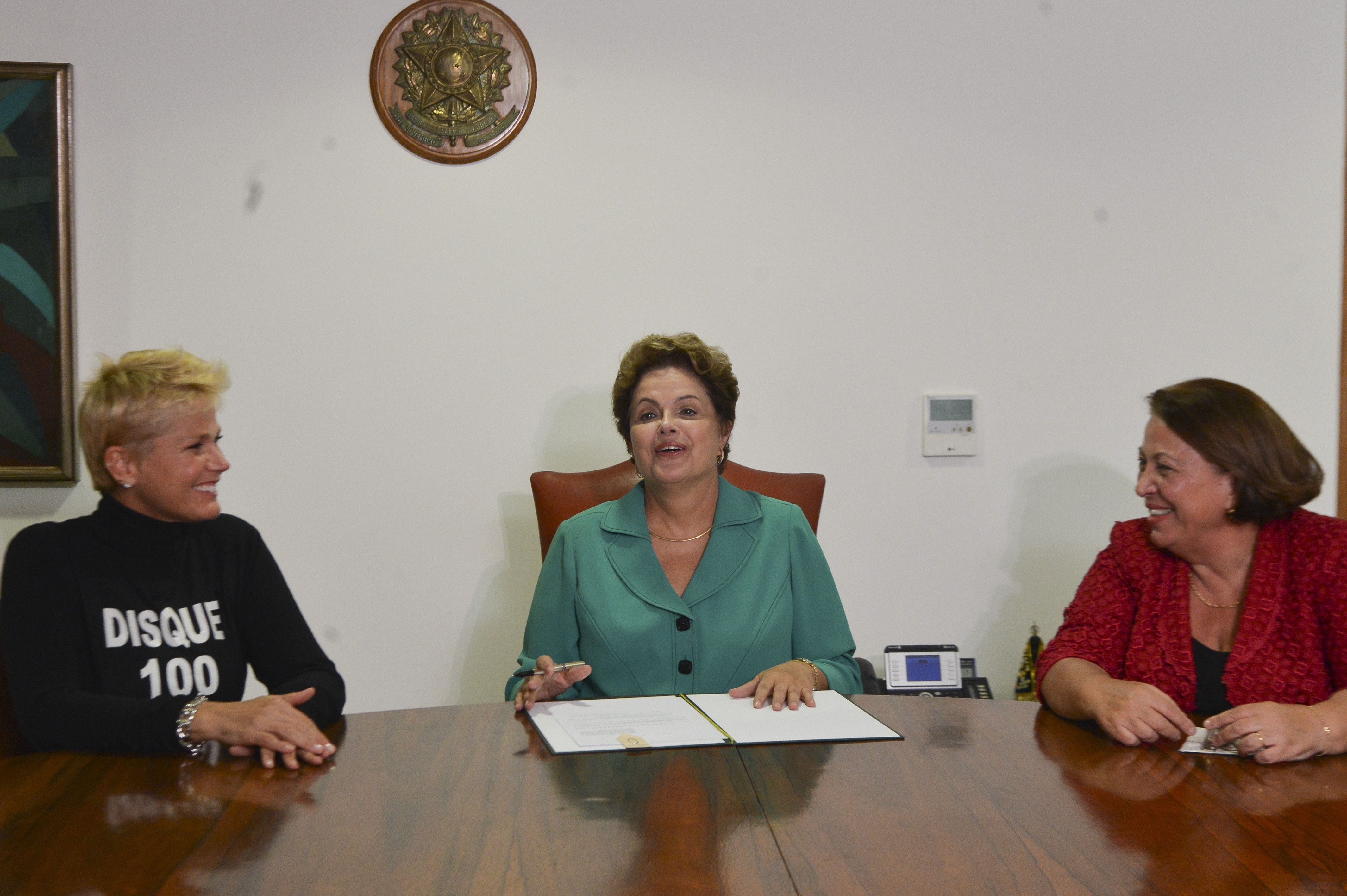
Xuxa y Dilma Rousseff en 2014.

En agosto de 2010, Xuxa fue invitada por el presidente nacional del Sesi (Servicio Social de la Industria), Sr. Jair Meneguelli, para ser madrina de una campaña nacional para combatir la explotación sexual de jóvenes, llamada «Carinho de Verdade».
En 2011, Shakira y Xuxa se unieron a través de las fundaciones benéficas que comandan, para ayudar a los niños menores de seis años de las comunidades más pobres de Brasil. Las dos artistas y autoridades del Gobierno brasileño firmaron un acuerdo en Río de Janeiro, un programa de cooperación que en sus primeros cuatro años pretende facilitar el «acceso» y brindar una «mejor educación» a niños de 100 centros educativos en Brasil.
En 2012, Xuxa reveló en una entrevista televisiva que había sufrido abusos sexuales en su niñez, por lo que desde entonces siempre se mostró preocupada por la protección de los derechos de la infancia. Su confesión hizo que aumentaran las denuncias de pederastia en Brasil, según explicó entonces la Secretaría de Derechos Humanos de la Presidencia de Brasil.

## Vida personal

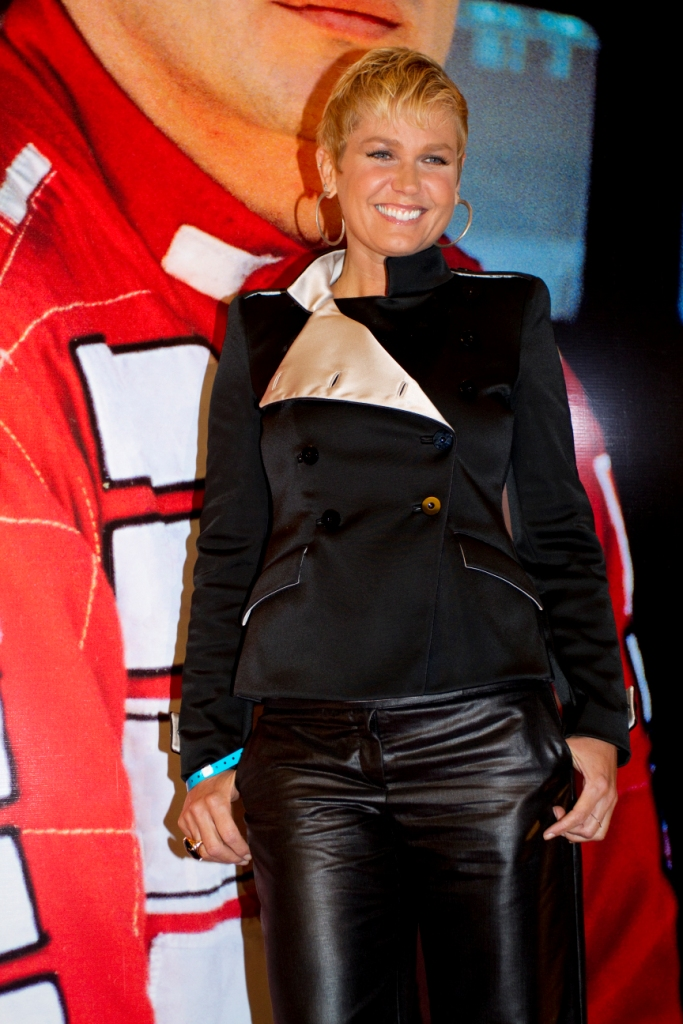
Xuxa en la premiación de Senna en 2009

A los 49 años, Xuxa reveló en un programa de televisión del Canal Globo que había sufrido, hasta los trece años, repetidos abusos sexuales en la infancia por parte de un amigo de su padre, un novio de su abuela y un profesor. Esto fue fundamental a la hora de encaminarla al activismo social en protección de los niños. Fue descubierta como modelo a los catorce años. Mantuvo una relación de pareja con el futbolista Pelé durante seis años. También se le conoce un romance con el piloto y tricampeón del mundo de Fórmula 1 Ayrton Senna. Tenía una relación con el empresario Luciano Szafir, padre de su única hija Sasha. En enero de 2013 anunció la relación con el actor Junno Andrade.
En 2013, su nacionalidad italiana fue reconocida.

## En la cultura popular
El estilo de Xuxa y su manera de hacer programas infantiles fue parodiado con mucha sorna e ironía en el episodio «La culpa es de Lisa» perteneciente a la decimotercera temporada de la popular telecomedia estadounidense Los Simpson. En el episodio, la familia viaja a Brasil. Durante su estancia en el hotel, Bart enciende la televisión de la habitación, sentándose a ver un programa muy similar al de Xuxa («Telemelones» en Hispanoamérica, «Teletetas» en España. De hecho, la presentadora se llama Xoxitila, en clara parodia), siendo este un programa infantil con un marcado erotismo.
Posteriormente, el personaje de Xoxitila aparece en la parte final del episodio, y vuelve a aparecer brevemente en el episodio «No tienes que vivir como un árbitro», en el que la familia regresa a Brasil tras ser contratado Homer como árbitro del mundial de fútbol.